# Sao Tomé en Principe op de Olympische Zomerspelen 2020
Sao Tomé en Principe nam deel aan de Olympische Zomerspelen 2020 in Tokio, Japan.

## Atleten
| sport     | mannen | vrouwen | totaal |
| --------- | ------ | ------- | ------ |
| Atletiek  | 0      | 1       | 1      |
| Kanovaren | 2      | 0       | 2      |
| totaal    | 2      | 1       | 3      |

## Sporten

### Atletiek
Vrouwen
Loopnummers
| atlete           | onderdeel | series     | series | kwartfinale | kwartfinale | halve finale   | halve finale   | finale         | finale         |
| atlete           | onderdeel | tijd       | rang   | tijd        | rang        | tijd           | rang           | tijd           | rang           |
| ---------------- | --------- | ---------- | ------ | ----------- | ----------- | -------------- | -------------- | -------------- | -------------- |
| D'Jamila Tavares | 800 m     | 2.16,72 PB | 8      | n.v.t.      | n.v.t.      | niet geplaatst | niet geplaatst | niet geplaatst | niet geplaatst |

### Kanovaren

#### Sprint
Mannen
| atleet                  | onderdeel  | series   | series | kwartfinale | kwartfinale | halve finale   | halve finale   | finale         | finale         |
| atleet                  | onderdeel  | tijd     | rang   | tijd        | rang        | tijd           | rang           | tijd           | rang           |
| ----------------------- | ---------- | -------- | ------ | ----------- | ----------- | -------------- | -------------- | -------------- | -------------- |
| Roque Ramos             | C-1 1000 m | 5.00,977 | 7 KF   | 5.10,506    | 8           | niet geplaatst | niet geplaatst | niet geplaatst | niet geplaatst |
| Buly Triste             | C-1 1000 m | 4.57,659 | 6 KF   | 4.55,527    | 7           | niet geplaatst | niet geplaatst | niet geplaatst | niet geplaatst |
| Buly Triste Roque Ramos | C-2 1000 m | 4.34,880 | 7 KF   | 4.44,055    | 5 FB        | bye            | bye            | 4.12,075       | 14             |